# Depot von Sány
Das Depot von Sány (auch Hortfund von Sány) ist ein Depotfund der frühbronzezeitlichen Aunjetitzer Kultur aus Sány im Středočeský kraj, Tschechien. Es datiert in die Zeit zwischen 2000 und 1800 v. Chr. Das Depot befindet sich heute im Museum von Kolín.

## Fundgeschichte
Das Depot wurde vor 1943 entdeckt. Die genaue Fundstelle und die Fundumstände sind unbekannt.

## Zusammensetzung
Das Depot besteht aus zwei bronzenen massiven Ovalringen. Beide wurden in einer zweischaligen Form gegossen. Sie sind einander ähnlich, jedoch nicht identisch ausgeführt. Die Enden sind gerippt und bei einem Exemplar stark abgerieben.